# Санти-Симоне-э-Джуда-Таддео-а-Торре-Анджела (титулярная церковь)
Титулярная церковь Санти-Симоне-э-Джуда-Таддео-а-Торре-Анджела (лат. Titulus Sanctorum Simonis et Iudae Thaddaei ad Turrim Angelam) — титулярная церковь была создана Папой Франциском 22 февраля 2014 года апостольским письмом «Purpuratis Patribus». Титул принадлежит церкви Санти-Симоне-э-Джуда-Таддео, расположенной в городской зоне Рима Торре Анджела, на виа ди Торренова, 162.
26 июня 2018 года согласно «Rescriptum ex Audentia Ss.mi» Папа Франциск кооптирует кардинала Паролина в сан кардиналов-епископов, приравняв титулярную церковь Санти-Симоне-э-Джуда-Таддео-а-Торре-Анджела к рангу субурбикарной епархии в отступление от канонов 350 §§ 1-2 и 352 §§ 2-3 Кодекса канонического права.

## Список кардиналов-священников и кардиналов епископов титулярной церкви Санти-Симоне-э-Джуда-Таддео-а-Торре-Анджела
- Пьетро, Паролин — (22 февраля 2014 — 26 июня 2018), титулярная церковь pro hac vice — (26 июня 2018 — по настоящее время).